# Vernazza
Vernazza (ligurisch Vernassa, im Ortsdialekt Vernasa) ist eine nordwestitalienische Gemeinde mit 708 Einwohnern (Stand 31. Dezember 2023), die zu der Provinz La Spezia in der Region Ligurien gehört. Die Gemeinde ist das zweitnördlichste der fünf Dörfer der Cinque Terre und liegt im Osten der italienischen Riviera. Das weiter südlich gelegene Corniglia, ebenfalls eines der Cinque Terre, bildet politisch eine Fraktion von Vernazza.
Vernazza ist als gut erhaltenes ehemaliges Fischerdorf Mitglied der Vereinigung I borghi più belli d’Italia (Die schönsten Orte Italiens).
Die Gemeinde war von 1974 bis 2009 Teil der inzwischen aufgelösten Verwaltungsgemeinschaft Comunità Montana della Riviera Spezzina. Seit 2014 gehört sie zur Unione dei comuni Cinque Terre-Riviera.

## Geschichte
Vernazza wurde im 11. Jahrhundert – nach der pisanisch-genuesischen Expedition gegen die Sarazenen auf Sardinien 1016 – von Zuzüglern aus den Orten im Bergland gegründet. Die erste urkundliche Erwähnung von Vernazza datiert von 1080, in der das Castrum Vernatio als Seestützpunkt der Obertenghi erwähnt wird. Die Obertenghi, eine mächtige Dynastie fränkischen Ursprungs, waren im 11. und 12. Jahrhundert auch die Herren von Vernazza und nutzten den natürlichen Landeplatz vermutlich als Flottenstützpunkt, um die Ostküste vor Sarazenenüberfällen zu schützen und den Handel in der Region zu fördern. Ein Vorläufer der heutigen Burg an der Spitze eines Felsvorsprungs stammte aus der nämlichen Zeit. In der ersten Hälfte des 13. Jahrhunderts wurde gegenüberliegend die Kirche Santa Margherita d’Antiochia erbaut.
1209 leisteten die Bürger von Vernazza einen Eid auf die Regierung der Republik Genua, welcher der Ort von da an (definitiv ab 1273) bis 1797 angehörte; anschließend war es bis 1805 Teil der Ligurischen Republik. Im stetigen Streit Genuas mit der Republik Pisa befestigten die Genuesen den Vernazzer Hafen. Auf diese Zeit gehen das Castello dei Doria, die Bastione Belforte sowie weitere Wachttürme und Mauern zurück, wobei gewisse Teile in der zweiten Hälfte des 20. Jahrhunderts wieder rekonstruiert wurden.
1815 wurde Vernazza wie die gesamte ehemalige Republik Genua vom Wiener Kongress dem Königreich Sardinien zugeschlagen. Zusammen mit diesem gehörte es ab 1861 zum Königreich Italien. Die vormals selbständige Gemeinde Corniglia wurde 1871 nach Vernazza eingemeindet. Der Bau der Eisenbahnlinie Genua – La Spezia – Pisa zwischen 1861 und 1874 befreite Vernazza wie die andern Dörfer der Cinque Terre aus Isolation und Stagnation und führte zu einem wirtschaftlichen Aufschwung. In dieser Zeit fand der Weinbau seine größte Ausdehnung. Die aufwendige Terrassenwirtschaft sowie das Auftreten der Reblaus führte allerdings schon bald zu einer Abwanderung der Bevölkerung, besonders nach La Spezia, wo der Bau des italienischen Hauptmilitärhafens zahlreiche Arbeitskräfte erforderte.
Vernazza wurde am 25. Oktober 2011 von heftigen Regenfällen und einer Überflutung heimgesucht, die erhebliche Schäden an den Fassaden und Gebäuden verursachte.
Die Gemeinde Vernazza leidet unter starkem Bevölkerungsschwund. Während die Bevölkerung zwischen 1861 und 1911 konstant bei etwas über 2000 lag und anschließend bis 1951 sogar um die 2300, nimmt sie seither von Jahrzehnt zu Jahrzehnt ab (2011: 941 Einwohner). Zahlreiche Wohnungen in Vernazza und Corniglia werden heute an Touristen vermietet.

## Verkehr
Vernazza verfügt über eine Eisenbahnstation an der Bahnstrecke Pisa–Genua, die den Ort mit den Nachbardörfern und mit La Spezia und Sestri Levante verbindet.
Überdies ist es mit einer Stichstraße an die Provinzialstraße 61 angebunden, auf der auch ein Bus verkehrt.

## Wirtschaft
Vernazza liegt im Parco nazionale delle Cinque Terre und ist Teil des UNESCO-Welterbes Porto Venere, Cinque Terre e Isole (Palmaria, Tino e Tinetto).
Die Einwohner leben heute weitgehend vom Tourismus. Überdies spielt – seit der Einrichtung des Nationalparks und der Auszeichnung als Weltkulturerbe nach jahrzehntelangem Niedergang wieder vermehrt – auch die Landwirtschaft mit Weinbau sowie der Kultivierung von Oliven und Zitronen eine gewisse Rolle.